# Représentations diplomatiques au Nigeria

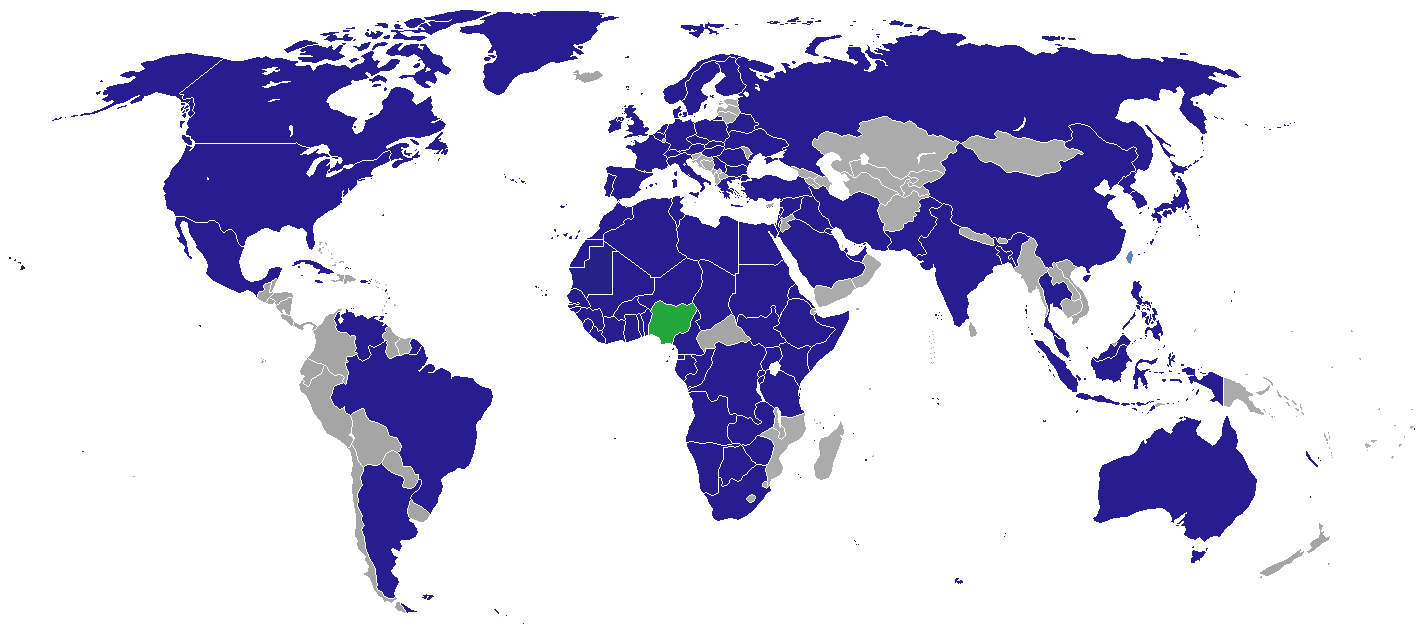
Carte des représentations diplomatiques au Nigéria

Ceci est une liste des représentations diplomatiques au Nigeria. Il y a 103 ambassades et hauts-commissariats à Abuja, et de nombreux pays ont des consulats dans d'autres villes nigérianes (sans compter les consulats honoraires).

## Ambassades et hauts-commissariats à Abuja

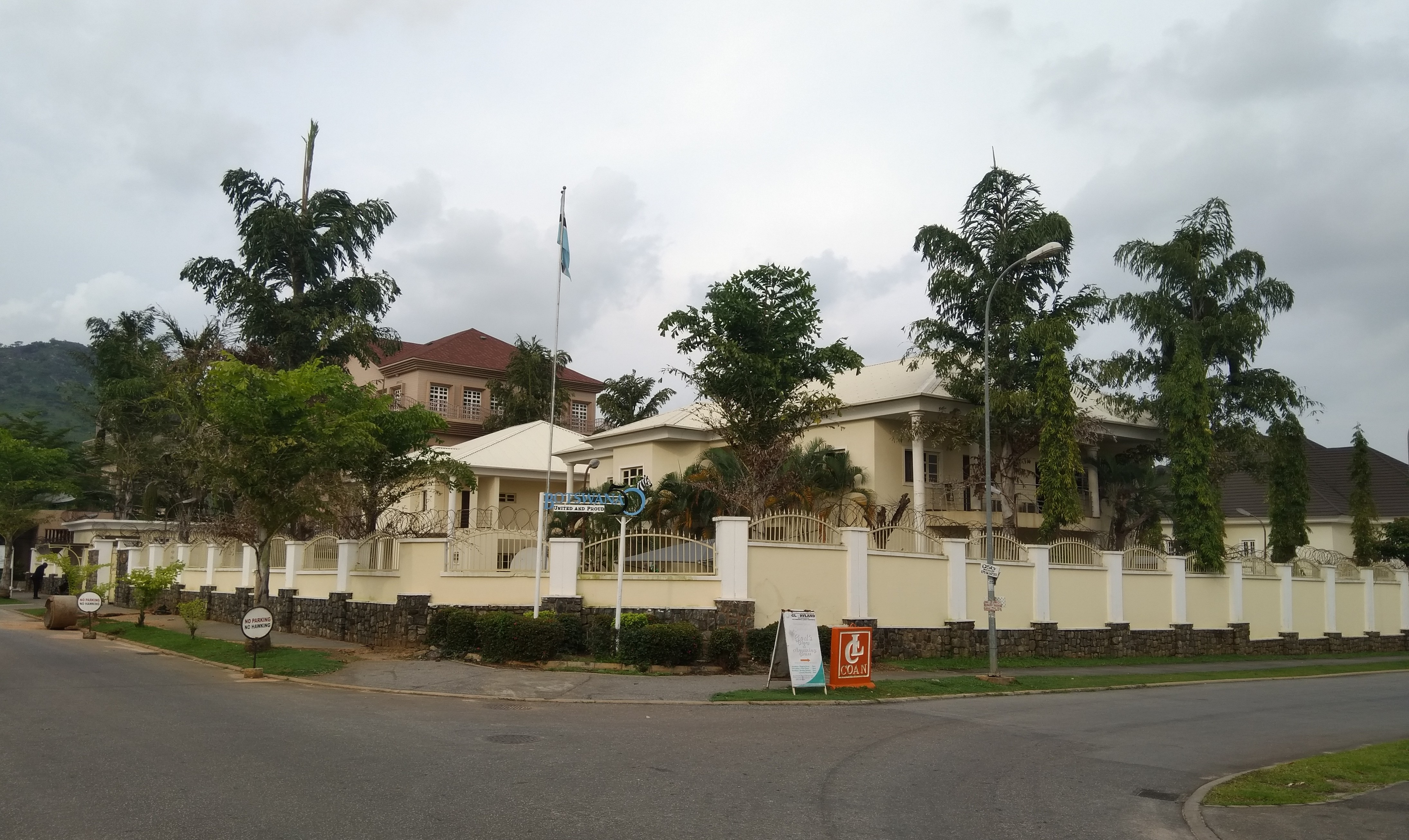
Haut-commissariat du Botswana à Abuja

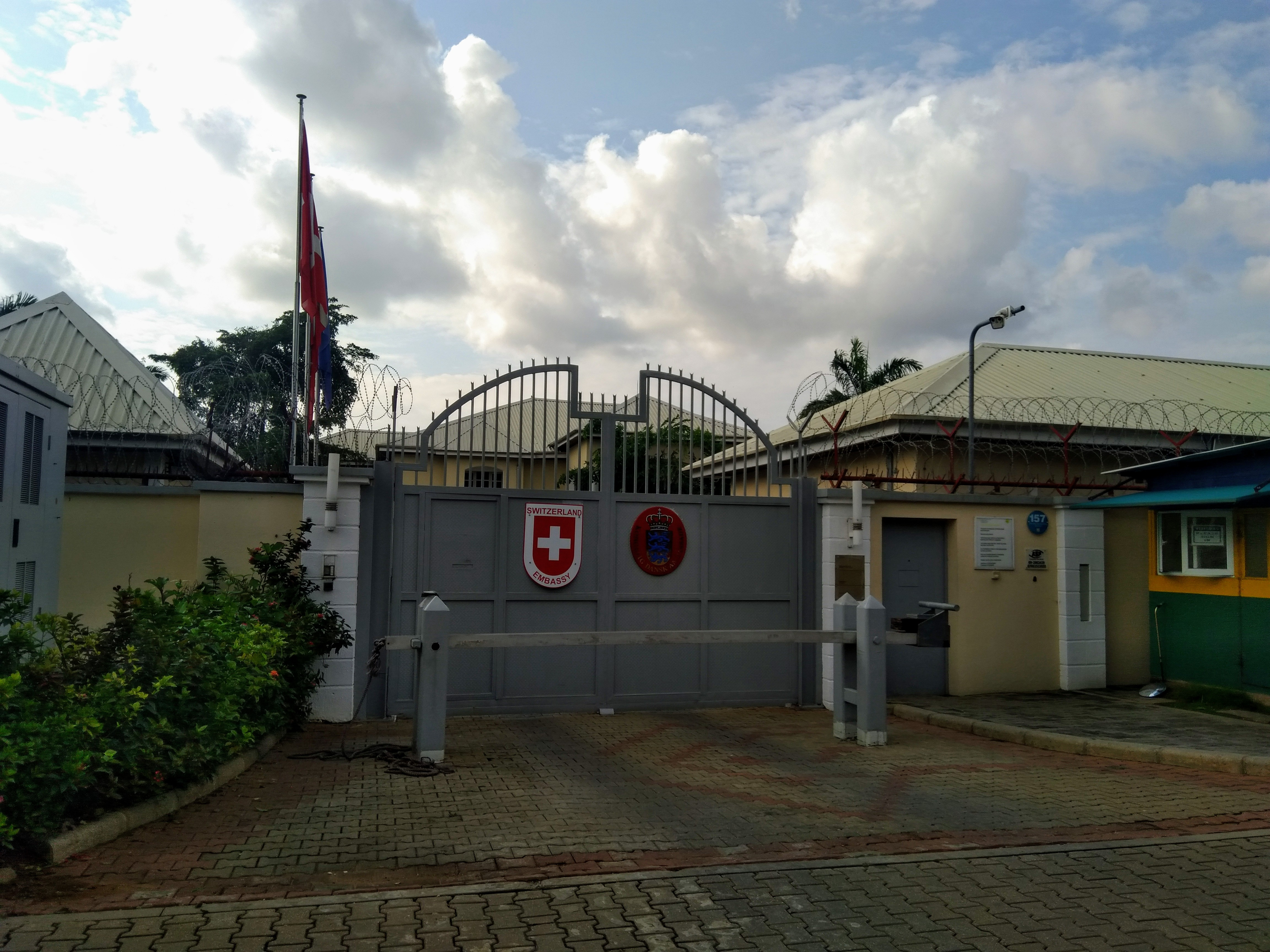
Ambassade du Danemark et de la Suisse à Abuja

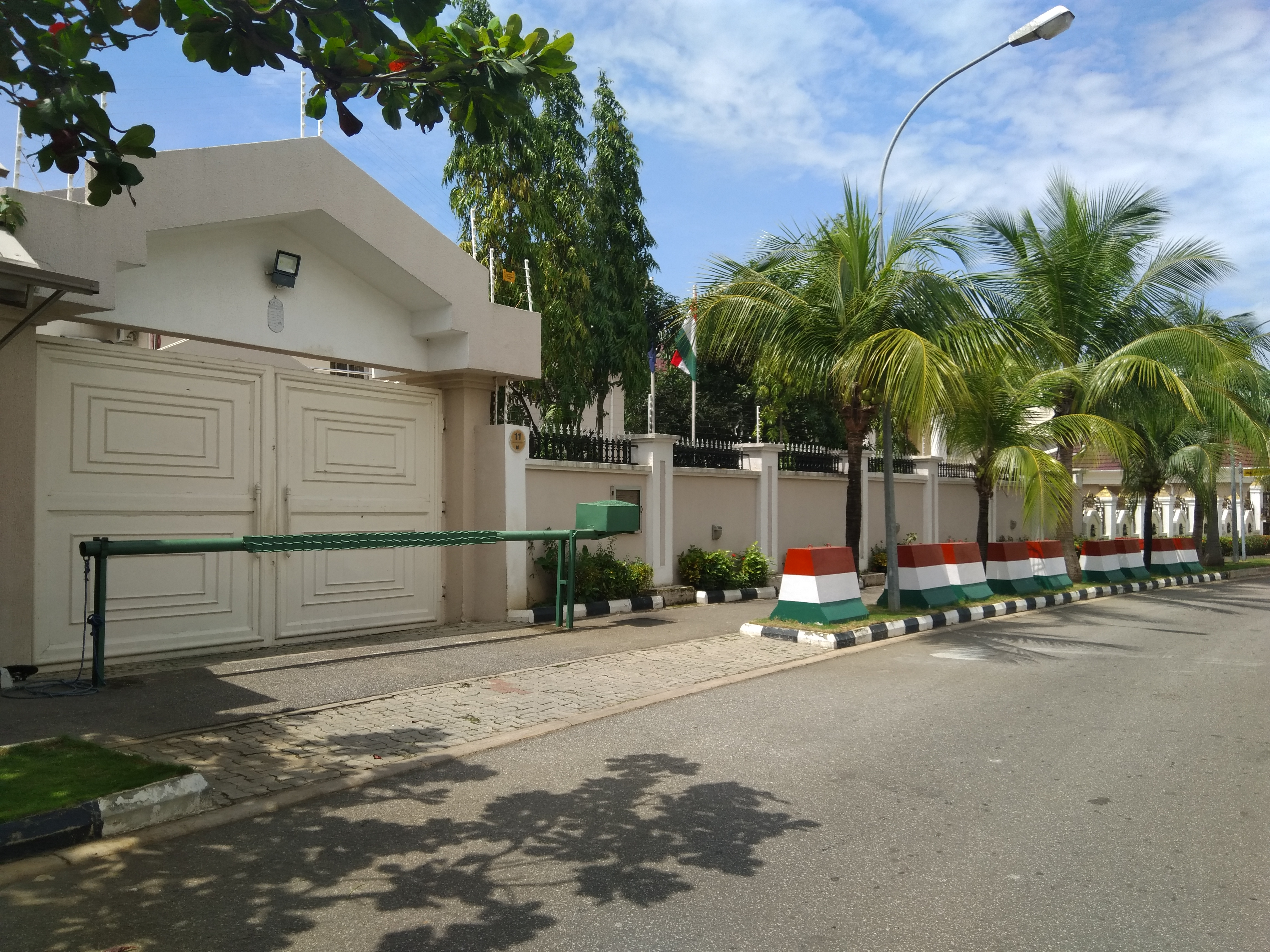
Ambassade de Hongrie à Abuja

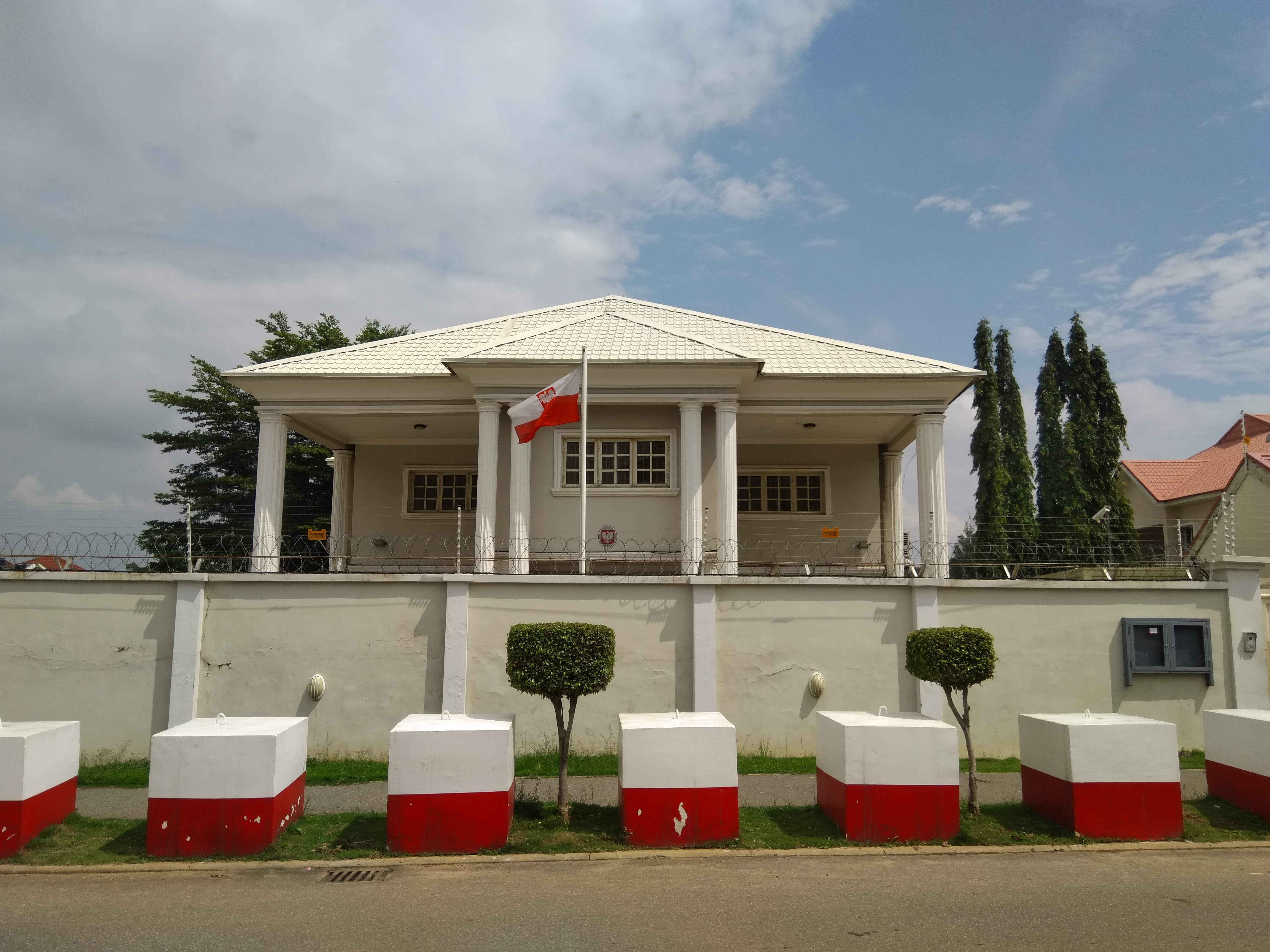
Ambassade de Pologne à Abuja

| - Afrique du Sud - Algérie - Allemagne - Angola - Arabie saoudite - Argentine - Australie - Autriche - Bangladesh - Biélorussie - Belgique - Bénin - Botswana - Brésil - Bulgarie - Burkina Faso - Burundi - Cameroun - Canada - Chine - Corée du Nord - Corée du Sud - Côte d'Ivoire - Cuba - Danemark - Égypte - Émirats arabes unis - Érythrée - Espagne - États-Unis - Éthiopie - Finlande - France - Gabon - Gambie | - Ghana - Grèce - Guinée - Guinée-Bissau - Guinée équatoriale - Hongrie - Inde - Indonésie - Irak - Iran - Irlande - Israël - Italie - Jamaïque - Japon - Kenya - Koweït - Liban - Liberia - Libye - Malaisie - Mali - Maroc - Mauritanie - Mexique - Namibie - Niger - Norvège - Ouganda - Pakistan - Palestine - Pays-Bas - Philippines - Pologne - Portugal | - Qatar - République arabe sahraouie démocratique - République centrafricaine - République démocratique du Congo - République du Congo - République tchèque - Roumanie - Royaume-Uni - Russie - Rwanda - Sao Tomé-et-Principe - Sénégal - Serbie - Sierra Leone - Slovaquie - Soudan du Sud - Sri Lanka - Soudan - Suède - Suisse - Syrie - Tanzanie - Tchad - Thaïlande - Togo - Trinité-et-Tobago - Tunisie - Turquie - Ukraine - Vatican - Venezuela - Viêt Nam - Zambie - Zimbabwe |

## Mission à Abuja
- Union européenne (Délégation)

## Consulats

### Consulats àCalabar
- Cameroun (Consulat général)
- Guinée équatoriale (Consulat)

### Consulat général àKano
- Niger

### Haut-commissariats adjoints, consulats généraux et bureau commercial à Lagos
| - Afrique du Sud - Allemagne - Bénin - Brésil - Cameroun - Canada - Chine - Corée du Sud - Égypte - Espagne - États-Unis | - France - Ghana - Grèce - Guinée (Consulat) - Guinée équatoriale (Consulat) - Italie (Consulat) - Japon - Pays-Bas - Royaume-Uni - Russie - Taïwan (Bureau commercial de Taipei en République fédérale du Nigéria) |

### Consulat àMaiduguri
- Tchad

### Bureau de liaison àKaduna
- Royaume-Uni

### Bureau de liaison àPort Harcourt
- Royaume-Uni

## Ambassades et hauts-commissariats non résidents
- Arménie (Le Caire)
- Bosnie-Herzégovine (Le Caire)[3]
- Chili (Accra)
- Croatie (Londres)[4]
- Guatemala (Londres)
- Lesotho (Tripoli)[5]
- Lituanie (Le Caire)
- Maldives (Riyad)
- Malte (La Valette)[6]
- Nouvelle-Zélande (Addis-Abeba)
- Paraguay (Le Caire)[7]
- Singapour (Singapour)[8]
- Uruguay (Pretoria)